# Volkshain Stünz

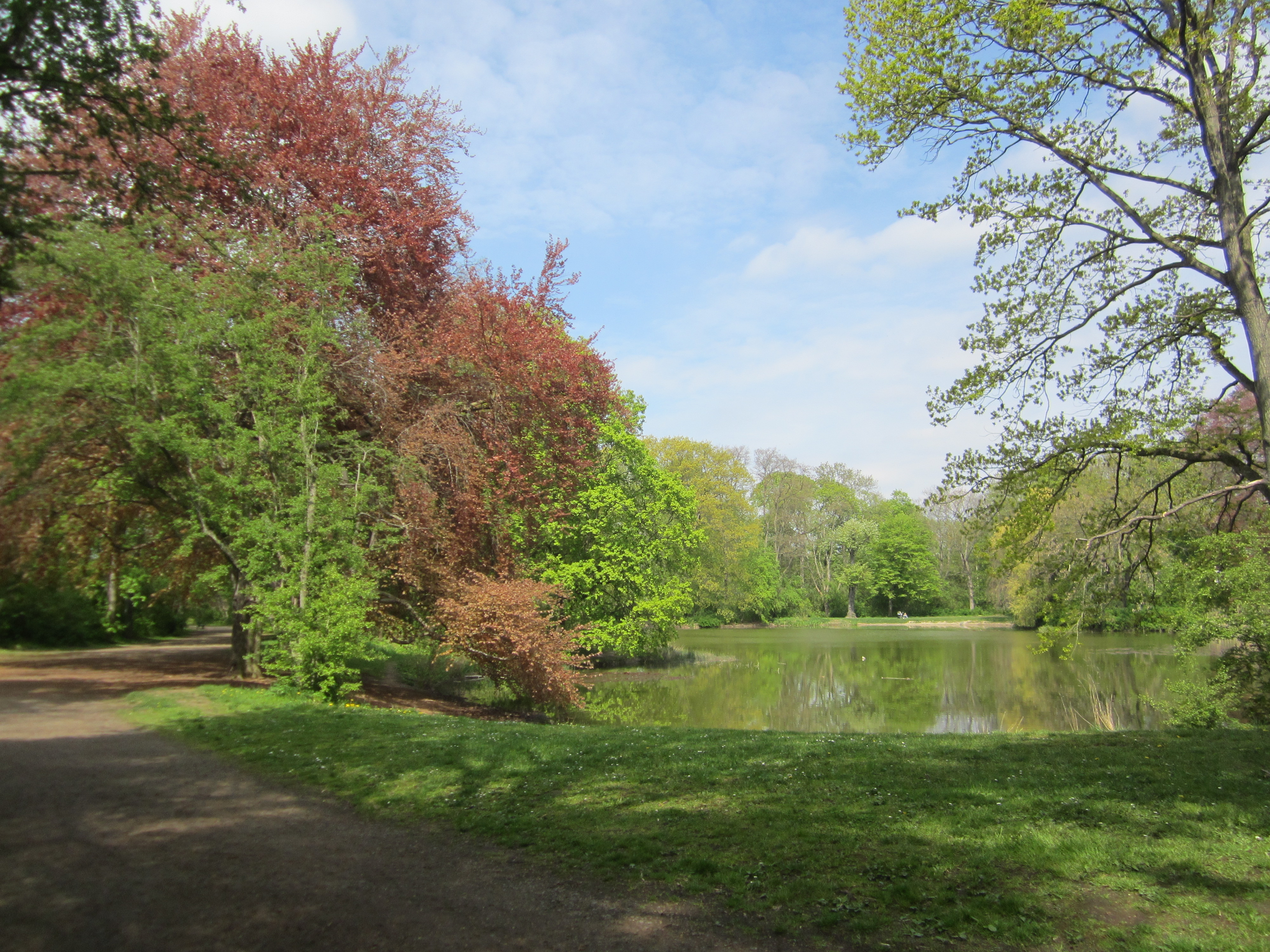
Volkshain Stünz mit dem Parkteich (2015)

Der Volkshain Stünz (häufig auch Stünzer Park) ist eine Grünanlage im Osten Leipzigs. Sie entstand zum Ende des 19. Jahrhunderts, als das Gelände noch nicht zur Stadt Leipzig gehörte.

## Lage und Gestaltung
Der reichlich elf Hektar große Park liegt südlich der Ortslage und auf der Flur des ehemaligen Dorfes Stünz, das heute ein Stadtteil von Leipzig ist. Seit der kommunalen Gliederung der Stadt von 1992 gehört das Parkgelände zum Stadtteil Anger-Crottendorf.

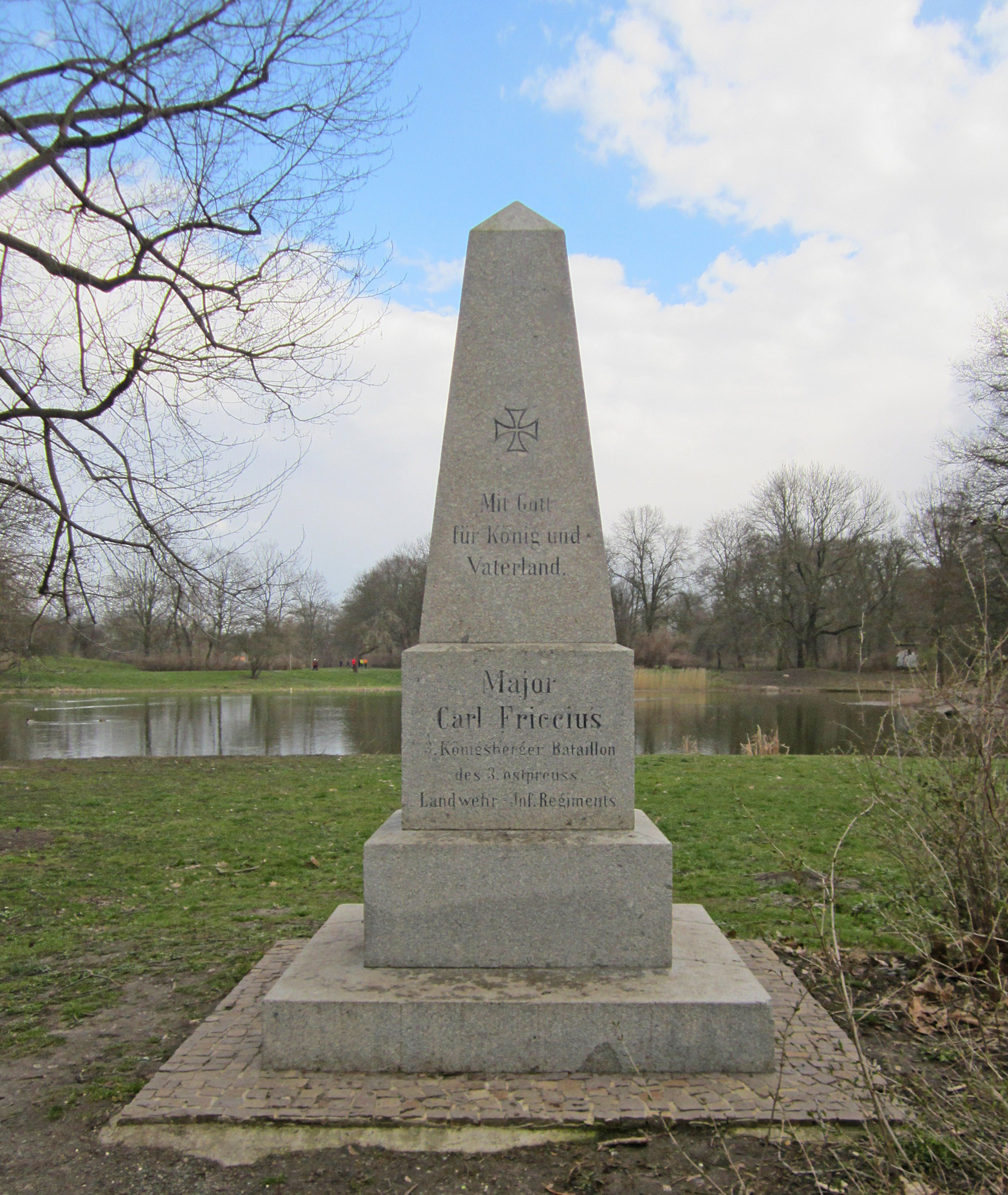
Apelstein Nr. 43 (2015)

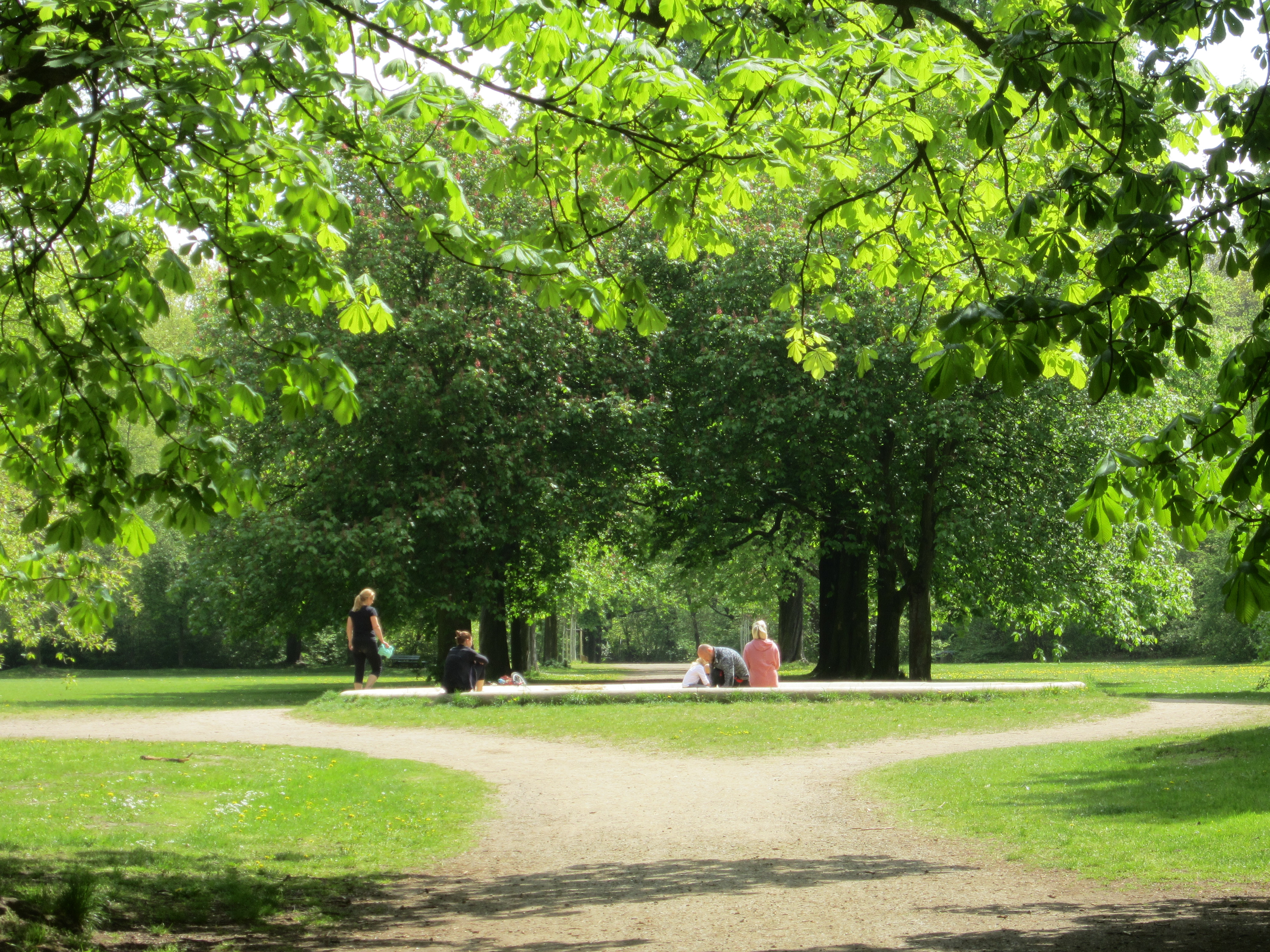
Am Sandspielplatz (2015)

Der Park wird begrenzt im Osten und Norden vom Flusslauf der Östlichen Rietzschke, im Westen vom Damm der Bahnstrecke Engelsdorf–Connewitz und im Süden durch mehrere Kleingartenvereine.
Der Park enthält weite Wiesenflächen sowie Gehölzgruppen und Einzelbäume. Die Wege sind großzügig geschwungen angelegt, bis auf die geradlinig Richtung Mölkau führende Hauptallee und die Pflaumenallee in Nord-Süd-Richtung. Im Westteil befindet sich ein 9500 m² großer Teich. Neben dem Teich steht der Apelstein Nr. 43. Er erinnert daran, dass zur Leipziger Völkerschlacht hier ein Bataillon der ostpreußischen Landwehr vor dem Sturm auf Leipzig letzte Rast gehalten hat. Im östlichen Teil gibt es eine Boule-Bahn und einen Kinderspielplatz mit Kletterkombination und Sandspielfläche (ehemals ein Planschbecken).
Der Baumbestand stammt zumeist noch aus der Gründerzeit des Parks. Es finden sich Rot- und Blutbuchen, Spitz- und Bergahorn, Schwarzerlen und verschiedene Lindenarten. Eine seltene Besonderheit ist die Weißeiche mit unregelmäßig gelappten und im Herbst weinrot gefärbten Blättern. Blumenanpflanzungen sind nicht vorhanden, aber im Frühjahr blühen auf den Wiesen zahlreiche verschiedene Frühblüher.
Zahlreiche Vögel, wie Bluthänfling, Kuckuck, Mittelspecht und Buchfink, sind anzutreffen; am Teich leben Erdkröten, Teich- und Grasfrösche. Der Teich ist ein Angelgewässer mit den Hauptfischarten Hecht, Karpfen und Schleie.

## Geschichte
Mit der starken Zunahme der Einwohnerzahl Leipzigs in den 1880er-Jahren entstand der Wunsch, auch in den östlichen Stadtteilen mehr Grünanlagen zur Naherholung zur Verfügung zu haben. In einem Beschluss der Stadtverordnetenversammlung vom 7. Mai 1892 zum Bebauungsplan für Stünz war auch die Forderung nach einem Park enthalten. Auf Vorschlag von Oberbürgermeister Otto Georgi (1831–1918) und Stadtgartendirektor Otto Wittenberg (1834–1918) wurde 1894 das Stünzer Gelände ausgewählt, und 1896 lagen Wittenbergs konkrete Planungen vor. Nach dem nötigen Grunderwerb begannen 1897 die Arbeiten, die 1898 abgeschlossen wurden, sodass der Park am 16. September 1898 feierlich eröffnet werden konnte. Wegen des alsbald einsetzenden Andrangs wurde ein Parkwächter, mit Polizeigewalt ausgestattet, eingesetzt. Nach der Eingemeindung von Stünz 1910 gehörte der Park nun auch zum Leipziger Terrain. Seine ursprüngliche Gestaltung ist im Wesentlichen erhalten.